# ISO 12100
Die Norm ISO 12100 ist eine Sicherheitsgrundnorm Typ A, welche sich mit Risikobeurteilung und Risikominderung von Maschinen beschäftigt.

## Einordnung
ISO 12100 ersetzt die zurückgezogenen Normen ISO 12100-1, ISO 12100-2 sowie ISO 14121-1. In Deutschland ist sie als DIN-Norm DIN EN ISO 12100 gültig. Sie ist als EN ISO 12100 im Amtsblatt der EU unterhalb der Maschinenrichtlinie gelistet. Daher geht von ihr die Vermutungswirkung bei der Konformitätsbewertung von Maschinen aus.

## Ablauf
Die Norm legt Strategien zur Risikobeurteilung und -minderung fest. Es handelt sich um einen iterativen Prozess, dessen Rangfolge zu beachten ist:
- Sicherheit in allen Lebensphasen
- Funktion der Maschine
- Benutzerfreundlichkeit
- Herstellungs-, Betriebs- und Demontagekosten

Bei der Risikobeurteilung sind Verwendungs-, räumliche, zeitliche sowie weitere Grenzen festzulegen. Die Lebensphasen der Maschine sollen dabei differenziert werden.
Anschließend können Gefährdungen identifiziert und Risiken eingeschätzt werden.
Die Risiken lassen sich dann anschließend unter Berücksichtigung geometrischer Faktoren und physikalischen Aspekten gegebenenfalls durch eine inhärent sichere Konstruktion vermeiden. 
Gelingt dies nicht ausreichend, sind technische sowie ergänzende Schutzmaßnahmen zu ergreifen. Dabei wird hauptsächlich zwischen trennenden und nicht-trennenden Schutzeinrichtungen unterschieden.
Lassen sich Restrisiken nicht sinnvoll minimieren soll zuletzt durch Benutzerinformation (Warneinrichtungen, Piktogramme, Betriebsanleitung) das Risiko gemindert werden. Wenn die vorhergesehende Risikominderung eingetreten ist, kann das Verfahren dokumentiert und abgeschlossen werden.